# Armadillidium zangherii
Armadillidium zangherii is een pissebed uit de familie Armadillidiidae. De wetenschappelijke naam van de soort is voor het eerst geldig gepubliceerd in 1924 door Arcangeli.